# Dél-amerikai becsapódási kráterek listája

## Lista
| név               | hely      | átmérő (km) | kor (millió év) | koordináták                                                                  |
| ----------------- | --------- | ----------- | --------------- | ---------------------------------------------------------------------------- |
| Araguainha        | Brazília  | 40          | 244,4 ± 3,25    | d. sz. 16° 47′ 00″, ny. h. 52° 59′ 00″16.783333°S 52.983333°WAraguainha      |
| Campo del Cielo   | Argentína | 0,05        | < 0,004         | d. sz. 27° 38′ 00″, ny. h. 61° 42′ 00″27.633333°S 61.700000°WCampo del Cielo |
| Monturaqui        | Chile     | 0,46        | < 1             | d. sz. 23° 56′ 00″, ny. h. 68° 16′ 00″23.933333°S 68.266667°WMonturaqui      |
| Riachão-gyűrű     | Brazília  | 4,5         | < 200           | d. sz. 7° 43′ 00″, ny. h. 46° 39′ 00″7.716667°S 46.650000°WRiachão-gyűrű     |
| Rio Cuarto        | Argentína | 4,5         | < 0,1           | d. sz. 32° 53′ 00″, ny. h. 64° 14′ 00″32.883333°S 64.233333°WRio Cuarto      |
| Serra da Cangalha | Brazília  | 12          | < 300           | d. sz. 8° 05′ 00″, ny. h. 46° 52′ 00″8.083333°S 46.866667°WSerra da Cangalha |
| Vargeão           | Brazília  | 12          | < 70            | d. sz. 26° 50′ 00″, ny. h. 52° 07′ 00″26.833333°S 52.116667°WVargeão         |
| Vista Alegre      | Brazília  | 9,5         | < 65            | d. sz. 25° 57′ 00″, ny. h. 52° 41′ 00″25.950000°S 52.683333°WVista Alegre    |
| nem igazolt       |           |             |                 |                                                                              |
| Colônia           | Brazília  | 3,6         | 1–20            | d. sz. 23° 52′ 15″, ny. h. 46° 42′ 30″23.870833°S 46.708333°WColônia         |
| Iturralde         | Bolívia   | 8           | 0,011–0,030     | d. sz. 12° 35′ 00″, ny. h. 67° 40′ 00″12.583333°S 67.666667°WIturralde       |
| El Sauce          | Argentína | 20          | ?               | d. sz. 39° 06′ 00″, ny. h. 69° 57′ 00″39.100000°S 69.950000°WEl Sauce        |
| Vichada           | Columbia  | 50          | 30              | é. sz. 4° 30′ 00″, ny. h. 69° 15′ 00″4.500000°N 69.250000°WVichada           |

## Lásd még
- becsapódási kráter
- becsapódási kráterek listája

## Külső hivatkozások
- Earth Impact Database – List of confirmed earth impact sites at the Planetary and Space Science Centre, University of New Brunswick